# Tilsiter SC
Tilsiter SC (celým názvem: Tilsiter Sportclub) byl německý sportovní klub, který sídlil ve východopruském městě Tilsit (dnešní Sovetsk v Kaliningradské oblasti). Založen byl v roce 1929 po fúzi klubů VfK Tilsit a SC Lituania Tilsit. V roce 1933 se stal zakládajícím členem Gauligy Ostpreußen. Zaniká v roce 1945 po sovětsko-polské anexi Pruska. Klubové barvy byly černá a bílá.
Největším úspěchem klubu byla celkem pětiletá účast v Gaulize Ostpreußen, jedné ze skupin tehdejší nejvyšší fotbalové soutěže na území Německa.

## Historické názvy
Zdroj: 
- 1929 – Tilsiter SC (Tilsiter Sportclub)
- 1945 – zánik

## Účast v nejvyšší soutěži
- Gauliga Ostpreußen
  - 1933/34, 1934/35, 1935/36, 1936/37, 1937/38

## Umístění v jednotlivých sezonách
Stručný přehled
Zdroj: 
- 1933–1935: Gauliga Ostpreußen – sk. B
- 1935–1938: Gauliga Ostpreußen – sk. Gumbinnen
- 1938–1939: Bezirksliga Ostpreußen

Jednotlivé ročníky
Zdroj: 
Legenda: Z - zápasy, V - výhry, R - remízy, P - porážky, VG - vstřelené góly, OG - obdržené góly, +/- - rozdíl skóre, B - body, červené podbarvení - sestup, zelené podbarvení - postup, fialové podbarvení - reorganizace, změna skupiny či soutěže
| Velkoněmecká říše (1933 – 1939) |                                    |        |     |     |     |     |     |     |     |     |        |
| Sezóny                          | Liga                               | Úroveň | Z   | V   | R   | P   | VG  | OG  | +/- | B   | Pozice |
| 1933/34                         | Gauliga Ostpreußen – sk. B         | 1      | 12  | 3   | 3   | 6   | 27  | 31  | -4  | 9   | 5.     |
| 1934/35                         | Gauliga Ostpreußen – sk. B         | 1      | 12  | 3   | 1   | 8   | 28  | 49  | -21 | 7   | 6.     |
| 1935/36                         | Gauliga Ostpreußen – sk. Gumbinnen | 1      | 12  | 6   | 0   | 6   | 39  | 28  | +11 | 12  | 4.     |
| 1936/37                         | Gauliga Ostpreußen – sk. Gumbinnen | 1      | 12  | 2   | 3   | 7   | 20  | 31  | -11 | 7   | 5.     |
| 1937/38                         | Gauliga Ostpreußen – sk. Gumbinnen | 1      | 12  | 4   | 2   | 6   | 22  | 36  | -14 | 10  | 6.     |
| 1938/39                         | Bezirksliga Ostpreußen             | 2      | ... | ... | ... | ... | ... | ... | ... | ... |        |